# 藤原师辅
藤原师辅（日语：／ Fujiwara no Morosuke */?，909年1月11日—960年5月31日），是日本平安时代中期的公卿。父藤原忠平，母为源能有之女源昭子。精通有职故实与学问，以右大臣的身份辅佐村上天皇开创“天历之治”。长女藤原安子为村上天皇中宫，生下后来的冷泉天皇和圆融天皇，为后日的藤原氏摄关家一脉的家主。

## 人物生平

### 有能之臣
藤原师辅为长年为官僚之首的摄政、关白、太政大臣藤原忠平的次子，有异母兄藤原实赖。虽然是次子，他亦少年时便官运亨通。延长八年（930年）左右，师辅密通醍醐天皇第四皇女勤子内亲王，后娶勤子内亲王为妻。这是日本古代史上第一次内亲王下嫁人臣。朱雀天皇在位的承平、天庆年间，藤原师辅累迁权中纳言。

不久，东国武士平将门起兵，藤原忠文被任命为征东大将军，但还没来得及踏上征途，而平将门已伏诛。后来，朝廷论功行赏，师辅与其异母兄藤原实赖同在座，实赖认为藤原忠文实际上并没取得什么功劳，不应奖赏，而师辅不认同。他认为，判罚应从轻发落而赏赐则是越重越好，藤原忠文既然已经被封为征东大将军，就必须要奖赏。实赖固执已见，而当时的人们认为师辅的话才是长者该说的话。

随后，师辅升大纳言，兼任右近卫大将，叙从二位。

### 人生登顶
天暦元年（947年）朱雀天皇让位皇太弟村上天皇，村上天皇的东宫妃正是师辅的长女藤原安子。师辅以岳父之尊，拜右大臣，进正二位。天历4年（950年）5月安子生皇次子宪平亲王，不久后此子即被立为皇太子。从此以后，师辅作为天皇直接外戚，比起其兄藤原实赖更掌实权，为村上天皇的治世“天历之治”的主导者。同时，在勤子内亲王薨后，师辅又尚其同母妹雅子内亲王，雅子内亲王薨后，再尚康子内亲王。这三位内亲王都是醍醐天皇的皇女，其中最后尚的康子内亲王还是醍醐天皇的嫡女，村上天皇的同母姐。师辅与皇室的关系非常亲密。

师辅又编撰了新的年中行事法则和除目钞，编写日记《九历》。

### 去世
天德四年（960年），师辅病重。天皇听说他有剃发出家之意，派遣使者前来询问。师辅自知病入膏肓，故请求能完成他出家的愿望。天皇说：“公虽病重，但只要好好调理，终会恢复。东宫年纪还小，无人教导，公难道能忍心出家不管吗？”但师辅仍连连上书，终于得以剃发出家。不久后于天徳4年5月4日（960年5月31日）薨，享年五十三岁。死前，对子孙留下了遗训，即《九条殿遗诫》。

## 人物小像
- 师辅很有器量，为人宽宏、敦厚、风雅。即使是已经疏远的人，如果又来投靠，师辅也会待他们一如当初。因此，父亲忠平的宾客们很多都来投奔他[7]。
- 是一位优秀的和歌歌人，流传有家集《师辅集（九条右大臣集）》。天历10年（956年）曾主办了“坊城右大臣师辅前裁合”和歌会，为了寻找代咏之人而 拜访著名歌人纪贯之的逸闻被《大镜》记载。《后敕撰和歌集》一下的敕撰和歌集里收录了他36首和歌，是一位敕撰歌人。

## 官历
- 延長元年（923年）	16歳	
  - 9月5日　叙爵。
- 延長2年（924年）	17歳	
  - 2月21日　侍従。
- 延長4年（926年）	19歳	
  - 11月10日　昇殿（醍醐天皇）。
- 延長6年（928年）	21歳	
  - 6月9日　右兵衛佐。
- 延長7年（929年）	22歳
- 正月7日　従五位上。
- 延長9年（931年）	24歳	
  - 3月13日　右近衛権少将。
- 承平元年（931年）	24歳	
  - 閏5月11日　蔵人頭。
- 承平2年（932年）	25歳	
  - 正月27日　兼近江介。
  - 11月16日　正五位下。
- 承平3年（933年）	26歳	
  - 正月12日　右近衛権中将。
- 承平4年（934年）	27歳	
  - 正月7日　従四位下
- 承平5年（935年）	28歳	
  - 2月23日　参議。
- 承平6年（936年）	29歳	
  - 正月29日　兼伊予権守。
- 承平8年（938年）	31歳	
  - 正月7日　従四位上。
- 天慶元年（938年）	31歳	
  - 6月23日　従三位権中納言（超过七个人）。
  - 8月27日　昇殿（朱雀天皇）。
  - 9月3日　兼左衛門督。検非違使別当。
- 天慶2年（939年）	32歳	
  - 12月27日　兼中宮大夫。
- 天慶5年（942年）	35歳	
  - 3月29日　大納言。
- 天慶7年（944年）	37歳	
  - 4月22日　兼春宮大夫（停中宮大夫）。
- 天慶8年（945年）	38歳	
  - 2月28日　兼按察使。
  - 11月25日　右近衛大将。
- 天慶9年（946年）	39歳	
  - 正月7日　正三位。
  - 4月28日　従二位
- 天暦元年（947年）	40歳	
  - 4月26日　右大臣。5月9日　昇殿（村上天皇）。
- 天暦4年（950年）	43歳
- 5月24日以前　修理職別当。
- 天暦9年（955年）	48歳	
  - 2月7日　正二位。
  - 6月17日　辞右近衛大将。
- 天徳4年（960年）	53歳
- 5月4日　于九条府邸薨去。依其为已经出家的大臣，得到薨去的奏报后没有赠位。

## 亲属
- 父：藤原忠平
- 母：源昭子 - 源能有之女
- 妻：藤原盛子（?-943） - 藤原经邦之女
  - 長子：藤原伊尹（924-972）-子孙为书道世家世尊寺家
  - 次子：藤原兼通（925-977）
  - 三子：藤原兼家（929-990）-后代为藤原氏摄关家
  - 五子：藤原忠君（?-968） - 祖父藤原忠平的养子
  - 長女：藤原安子（927-964） - 村上天皇中宫、冷泉天皇・圆融天皇生母
  - 次女：藤原登子（?-975） - 重明亲王室、村上天皇后宫、尚侍
  - 三女：源高明室 - 源俊贤母
  - 六女：藤原怤子 - 冷泉天皇女御、尚侍
- 妻：藤原顕忠之女
  - 四子：藤原遠量
  - 七子：藤原遠基
- 妻：藤原公葛之女
  - 六子：藤原遠度（?-989）
- 妻：勤子内亲王（904-938） - 醍醐天皇第四皇女
- 妻：雅子内亲王（910-954） - 醍醐天皇第十皇女、伊勢斎宮
  - 八子：藤原高光（939-994）
  - 九子：藤原為光（942-992）
  - 十子：尋禅（943-990） - 天台座主
  - 五女：愛宮 - 源高明继室，源明子・源经房之母
- 妻：康子内亲王（919-957） - 醍醐天皇第十四皇女
  - 十一子：深覚（955-1041） - 東大寺別当法務大僧正
  - 十二子：藤原公季（956-1029） - 藤原北家闲院流之祖
- 生母不明
  - 女：藤原繁子 - 一条天皇乳母・典侍 、藤原道兼妾妻、平惟仲室
  - 女：源重信室